# 이쓰쿠일
이쓰쿠일(Ithkuil, Iţkuîl)은 존 퀴하다(John Quijada)가 개발한 실험적 인공 언어로, 인간 인지의 더욱 심오한 단계, 특히 인간의 범주화 능력을 간결하면서도 명확하게 표현하도록 설계되었다. 이것은 선험적인 철학 언어와 논리 언어의 혼합체로서, 자연 언어의 의미론적 모호성을 최소화하고자 하고 있다. 퀴하다에 의하면 이 언어는 보조 언어나 일상 대화에 이용하기 위해 만들어진 것이 아니며, 철학, 예술, 과학, 정치와 같이 더욱 통찰력 있는 사고가 요구되는 정교하고 심오한 분야에서 사용되기를 의도한 것이다.
이 언어는 현재까지 4가지의 버전으로 공개되었는데, 2004년의 초기 버전, 2007년의 Ilaksh라는 간소화된 버전, 2011년의 세 번째 버전, 그리고 2023년 2월 공개된 현재 버전인 New Ithkuil이다.

## 같이 보기
- 공학 언어